# Шаматава, Дороте Павлович
Дороте Павлович Шаматава (1913, Сенакский уезд, Кутаисская губерния, Российская империя — 1978, посёлок Цхакая, Цхакаевский район, Грузинская ССР) — директор Техурского совхоза Цхакаевского района, Грузинская ССР. Герой Социалистического Труда (1966).

## Биография
Родился в 1913 году в крестьянской семье в одном из сельских населённых пунктов Сенакского уезда. После окончания местной школы трудился в сельском хозяйстве. В последующем окончил сельскохозяйственный институт. Трудился на различных хозяйственных и административных должностях в сельском хозяйстве Грузинской ССР. С середины 1950-х годов — директор Техурского совхоза (назван по наименованию протекающей рядом с усадьбой совхоза реки Техури) Цхакаевског района с усадьбой в посёлке Миха-Цхакая. Ранее этот совхоз был колхозом имени Сталина Цхакаевского района, в котором трудились Герои Герои Социалистического Труда Валериан Артемьевич Бахтадзе, Силован Акакиевич Давитая и Илларион Петрович Ткебучава.
По итогам работы Семилетки (1959—1965) колхоз занял передовые позиции среди сельскохозяйственных предприятий Цхакаевского района. Указом Президиума Верховного Совета СССР от 2 апреля 1966 года удостоен звания Героя Социалистического Труда за «достигнутые успехи в развитии сельского хозяйства, промышленности и науки Грузинской ССР» с вручением ордена Ленина и золотой медали «Серп и Молот» (№ 10891).
После выхода на пенсию проживал в посёлке Цхакая (до 1976 год — Миха-Цхакая, с 1980 года — город, с 1989 года — Сенаки). Умер в 1978 году.